# Hoplocheiloma fasciatum
Hoplocheiloma fasciatum är en tvåvingeart som först beskrevs av Fabricius 1775.  Hoplocheiloma fasciatum ingår i släktet Hoplocheiloma och familjen skridflugor. Inga underarter finns listade i Catalogue of Life.